# Gualeguay megye
Gualeguay egy megye Argentínában, Entre Ríos tartományban. A megye székhelye Gualeguay.

## Települések
Önkormányzatok és települések (Municipios)
- - Gualeguay
  - General Galarza

Vidéki központok ( centros rurales de población)
- - Distrito Sexto Costa de Nogoyá
  - Aldea Asunción
  - Quinto Distrito
  - Primer Distrito Cuchilla
  - Distrito Cuarto
  - Estación Lazo
  - González Calderón
  - Monte Redondo
  - Punta Del Monte